# ألبا يوليا

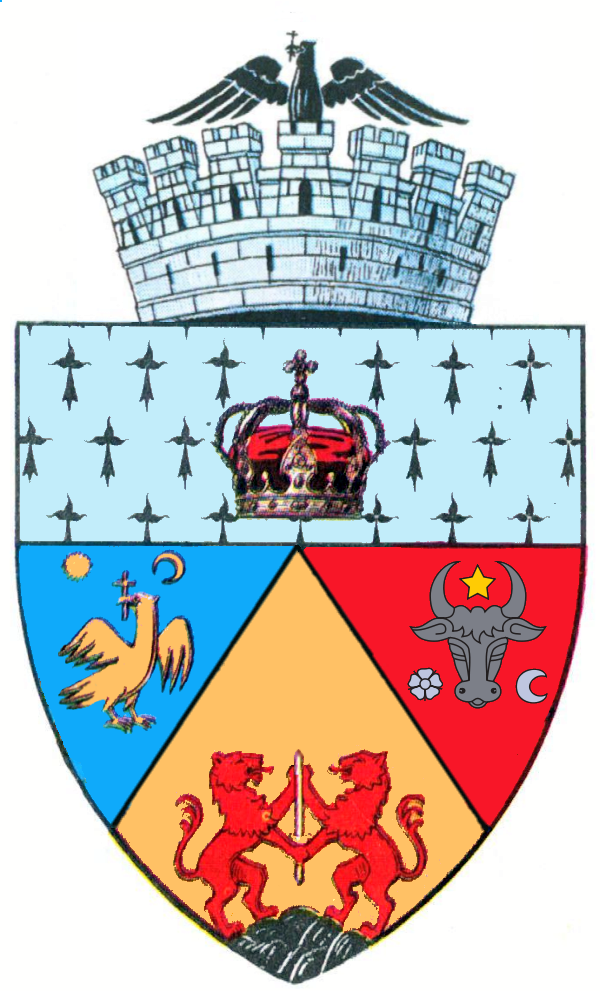
شعار المدينة

مدينة في وسط رومانيا ( بالرومانية: Alba Iulia، بالألمانية: Weißenburg/Karlsburg، بالهنغارية: Gyulafehérvár) عاصمة محافظة ألبا في إقليم ترانسيلفانيا، عدد سكانها 66.369 نسمة (2002).
مدفون بها يوحنا هونياد (1387 - 1456)، قائد عسكري وسياسي مجري كان أحد ولاة منطقة ترانسيلفانيا التاريخية.

## توأمة
لألبا يوليا اتفاقيات توأمة مع كل من:
- ألكالا دي إيناريس (2002 - )[19]
- ألساندريا (2008 - )[20]
- آرنسبرغ (18 مايو 1974 - )[21]
- نوف هجليل (1994 - )[22]
- سان بينيدتو دل ترونتو (2000 - )[23]
- سليفن (2002 - )[24]
- سيكشفهيرفار (1994 - )[25]
- فاريزي (2003 - )[26]
- كيشيناو (ديسمبر 2011 - )[27]
- الناصرة
- إيغيو (2001 - )[28]
- دوزجة (2001 - )[29]
- فيادانا لومباردي (19 سبتمبر 2006 - )[30]
- Biograd na Moru [الإنجليزية]‏ (30 نوفمبر 2011 - )[31]
- لانتشو (27 أبريل 2010 - )[32]
- لوتسك [33]

## معرض صور

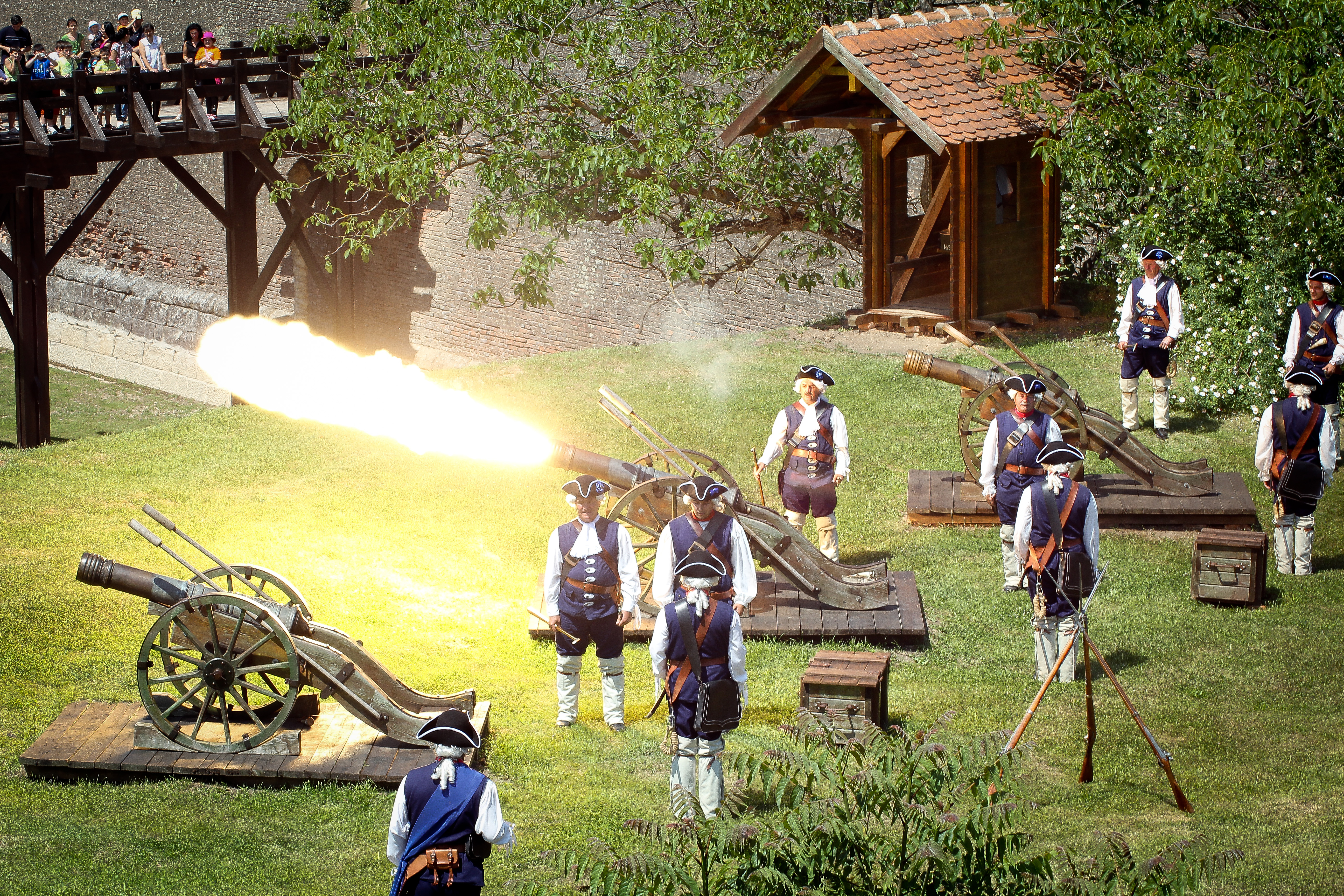
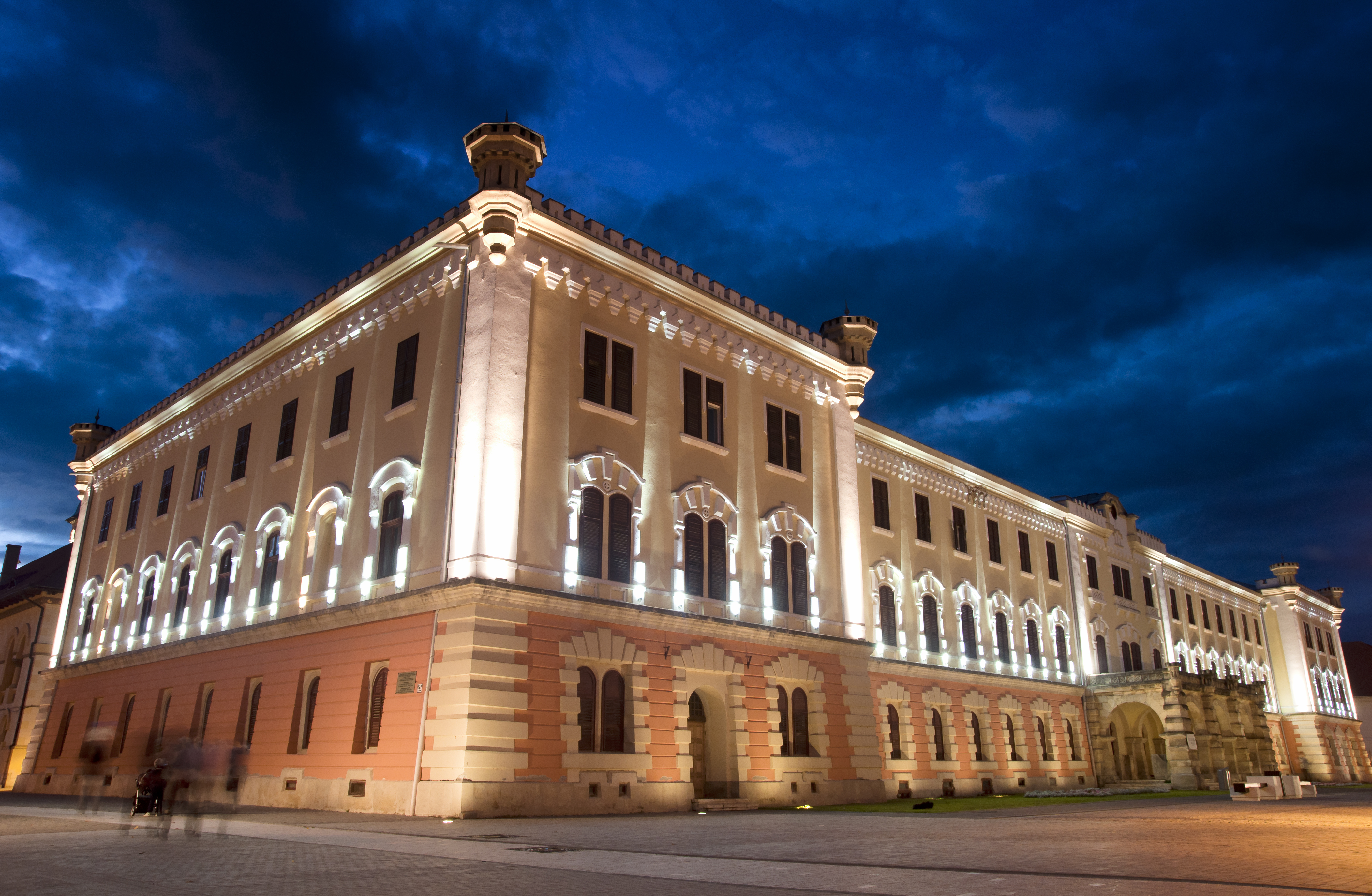
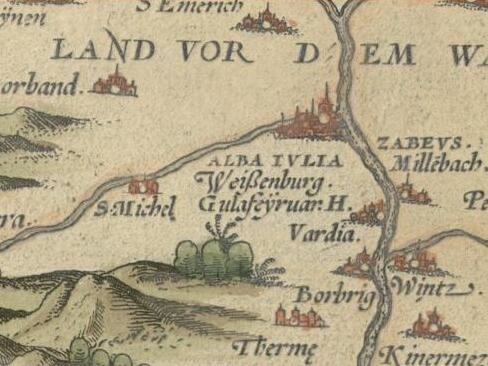

## أعلام
- سميع داميان
- غيورغي جروزاف
- فيوريل كراوس
- ماريوس موغا
- ميشيل الشجاع
- دينو مولدوفان